# Брекленкамп
Брекленкамп (нід. Breklenkamp) — селище в нідерландській провінції Оверейсел, на кордоні з Німеччиною. Входить до муніципалітету Дінкелланд.
Його площа становить 8,56 км², а населення станом на 2021 рік складало 185 осіб.
Перша згадка про населений пункт датується кінцем 10-го сторіччя.